# Mail
A Mail (más néven Mail.app vagy Apple Mail) az Apple Inc. OS X operációs rendszerének levelező kliense. A programot eredetileg a NeXT fejlesztette ki a NeXTSTEP operációs rendszer számára, de miután az Apple bekebelezte a NeXT-et, a cég továbbfejlesztette a NeXTSTEP mellett a Mail-t is mire létrejött a Mac OS X. A Mail SMTP, POP3 és IMAP protokollt használ, valamint az IMAP-on keresztül támogatja a .Mac-et és a Microsoft Exchange-et is.

## Külső hivatkozások
- Az Apple Mail weboldala
- Apple Mail Resource Page Archiválva 2009. március 8-i dátummal a Wayback Machine-ben – kiegészítő alkalmazások és javaslatok
- Portable Mail – segítségével megnyithatod a Mail-t egy külső meghajtóról